# Савока
Савока (итал. Savoca) је насеље у Италији у округу Месина, региону Сицилија.
Према процени из 2011. у насељу је живело 156 становника. Насеље се налази на надморској висини од 347 м.

## Становништво
Према резултатима пописа становништва 2011. у општини је живело 1.766 становника.
| 1931. | 1936. | 1951. | 1961. | 1971. | 1981. | 1991. | 2001. | 2011. |
| ----- | ----- | ----- | ----- | ----- | ----- | ----- | ----- | ----- |
| 2.540 | 2.573 | 2.226 | 2.002 | 1.566 | 1.408 | 1.518 | 1.675 | 1.766 |